# Ведингтон (Северна Каролина)
Ведингтон (енгл. Weddington) град је у америчкој савезној држави Северна Каролина.

## Демографија
По попису из 2010. године број становника је 9.459, што је 2.763 (41,3%) становника више него 2000. године.
| Група             | 2000.         | 2010.         |
| Белци             | 6.349 (94,8%) | 8.427 (89,1%) |
| Афроамериканци    | 138 (2,1%)    | 366 (3,9%)    |
| Азијати           | 72 (1,1%)     | 243 (2,6%)    |
| Хиспаноамериканци | 71 (1,1%)     | 281 (3,0%)    |
| Укупно            | 6.696         | 9.459         |